# La folla (film 1928)
La folla (The Crowd) è un film del 1928 diretto da King Vidor.
È la storia di un individuo qualunque che vuole emergere dalla massa e non si accorge che le sue esperienze non fanno altro che ricalcare cliché consolidati.

## Trama
"A 21 anni John era uno dei sette milioni di abitanti convinti di essere i pilastri di New York" recita una delle didascalie del film. Alla sua nascita, il 4 luglio 1900, 124º anniversario della dichiarazione d'Indipendenza, suo padre aveva esclamato: "Quest'ometto farà stupire il mondo". E John crescerà convinto di essere destinato a grandi cose. Ma sarà sconfitto nello scontro con la spietata realtà della metropoli. La morte della piccola figlia lo porterà quasi alla follia e al pensiero del suicidio. Saranno l'affetto della coraggiosa moglie e del figlioletto a dargli le energie per continuare la lotta quotidiana.

## Il film
Con questo film King Vidor si collega al movimento realistico europeo che accompagna gli ultimi anni del cinema muto: dalla Neue Sachlichkeit tedesca (Il viaggio di mamma Krausens verso la felicità di Piel Jutzi, o Berlino, sinfonia di una grande città di Walter Ruttmann), ad alcuni film russi come La terra di Aleksandr Dovženko. Il regista pare esprimere la propria consapevolezza della inusualità, per il cinema americano, del suo approccio alla prosaica realtà quotidiana, nel virtuosistico finale, in cui, la macchina da presa, partendo dai volti dei tre protagonisti che stanno assistendo ad una proiezione, si allontana da essi, sorvolando la folla dei presenti, e ritorna verso lo schermo, luogo deputato alla creazione dei sogni.
Anche il finale aperto, senza un chiaro epilogo, rappresenta un elemento di rottura con la tradizione. Non è privo di significato il fatto che regista e produzione scelsero tra sette finali alternativi.

## Riconoscimenti
- 1929 - Premio Oscar
  - Nomination Miglior film alla MGM
  - Nomination Migliore regia a King Vidor

Nel 1989 è stato inserito fra i film conservati nel National Film Registry presso la Biblioteca del Congresso degli Stati Uniti.